# ویلسون مانافا
ویلسون مانافا (انگلیسی: Wilson Manafá؛ زادهٔ ۲۳ ژوئیهٔ ۱۹۹۴) یک بازیکن فوتبال در پست دفاع راست اهل پرتغال است که هم‌اکنون در باشگاه فوتبال پورتو مشغول به بازی است.